# Джон Лурі
Джон Лурі (англ. John Lurie; нар. 14 грудня 1952) — американський актор, музикант, художник та продюсер. Він є спів-засновником джаз-гурту The Lounge Lizards, також Лурі зіграв у 19 фільмах, зокрема у «Дивніше, ніж у раю» та «Поза законом», написав музику для 20 теле- та відеоробіт. У 1991 році знявся у телесеріалі «Риболовля з Джоном», який сам спродюсував. У 1996 його саундтрек до фільму «Дістати коротуна» було номіновано на Премію Ґреммі.
Перше велике шоу, де Лурі був вже як художник, відбулося у травні 2004 року в Нью-Йорку. Його роботи в стилі примітивізму виставлялись в різних куточках світу. Картина «Bear Surprise» («Медвед» або «Превед») стала інтернет-мемом у Росії в 2006 році.

## Дискографія

### Джаз-бендLounge Lizards[en]
- The Lounge Lizards (1981)
- No Pain for Cakes (1986)
- Big Heart: Live in Tokyo (1986)
- Voice of Chunk (1988)
- Monterey (1989)
- Live: 1979—1981 (1992)
- Live in Berlin, Volume One (1992)
- Live in Berlin, Volume Two (1993)
- Queen of All Ears (1998)
- Big Heart: Live in Tokyo (2004)

### Соло кар'єра
- Berlin 1991 Volume One and the Lounge Lizards (1991)
- Men With Sticks: John Lurie National Orchestra (1993)
- The Days with Jacques
- The Legendary Marvin Pontiac (1999)

### Музика до фільмів
- Stranger Than Paradise[en] та The Resurrection of Albert Ayler (1984)
- Down By Law[en] та Variety (1985)
- Mystery Train[en] (1989)
- Get Shorty[en] (1995)
- Зайвий багаж (1997)
- Fishing with John[en] (записано у 1991, презентовано у 1998)
- Мішені (1998)
- African Swim та Manny & Lo[en] (1999)
- Звірофабрика (2000)